# 高垣彩陽ファーストコンサートツアー「Memoria×Melodia」
『高垣彩陽ファーストコンサートツアー「Memoria×Melodia」』（たかがきあやひファーストコンサートツアー「メモリア×メロディーア」）は、高垣彩陽のライブ映像作品。2012年6月13日にミュージックレインから発売された。

## 概要
2011年12月18日に開催されたコンサート『Memoria×Melodia』の東京国際フォーラムでの公演の模様を収録している。編成は、5曲目まではバンド主体、6曲目からは後藤望友のピアノとストリングカルテットが加わっている。高垣はバンドをMemoriaバンド、ピアノとストリングスの編成を「後藤望友」とMelodiaカルテットと命名し、この2つの編成が合体した9曲目から「Memoria×Melodia」となったと発表した。。

## 収録内容
| 01 | 君がいる場所                |
| 02 | Be with you                 |
| 03 | 光のフィルメント            |
| 04 | All around me               |
| 05 | わたしだけの空              |
| 06 | Amazing Grace               |
| 07 | The Rose                    |
| 08 | たからもの（コンサートver） |
| 09 | Defying Gravity             |
| 10 | Meteor Light                |
| 11 | 月のなみだ                  |
| 12 | Time To Say Goodbye         |
| 13 | Oh Happy Day                |
| 14 | キミが太陽                  |
| 15 | 祈り                        |
| 16 | あんなに一緒だったのに      |
| 17 | dear-dear DREAM             |
| 18 | You Raise Me Up             |
| 19 | making of Memoria×Melodia   |